# Ruellia colonensis
Ruellia colonensis là một loài thực vật có hoa trong họ Ô rô. Loài này được Wassh. miêu tả khoa học đầu tiên năm 1976.